# Konstantin
Konstantin je moško osebno ime.

## Izvor imena
Ime Konstantin izhaja iz latinskega imena Constantinus, ki je pridevniško ime iz latinskega imena Constans, to je »pripadajoč Konstantu«. Ženska oblika imena Constans je Constantia. Obe imeni razlagajo iz latinskega pridevnika constans v rodilniku constantis v  pomenu »trden, miren; dosleden, značajen«.

## Različice imena
- moške različice imena: Kosta, Kostantin, Kostja, Kosto, Konštacij, Konštantin
- ženske različice imena: Konstanca, Konstancija, Konstandina, Konstantina, Kosta, Kostadinka, Kostanca, Kostantina, Kostja, Konštancija

## Tujejezikovne različice imena
- pri Angležih: Constantine
- pri Italijanih: Costantino, Costantini
- pri Nizozemcih: Constantijn
- pri Nemcih, Madžarih, Rusih, Srbih: Konstantin
- pri Poljakih: Konstanty
- pri Romunih, tudi Nemcih itd.: Constantin
- pri Francozih: Constant

## Pogostost imena
Po podatkih Statističnega urada Republike Slovenije je bilo na dan 31. decembra 2007 v Sloveniji število moških oseb z imenom Konstantin: 28.

## Osebni praznik
V koledarju je ime Konstantin zapisano 22. oktobra (Konstantin, opat benediktinskega samostan Montecassino, † 22. okt. v 6. stoletju).

## Znane osebe
- Konstantin I. Veliki, rimski cesar (306-337)
- Konstantin II. (Flavius Claudius Constantinus Augustus), rimski cesar
- Konstantin (Ciril in Metod) (sv. Ciril)
- Konstantin Filozof
- Konstantin IX. Monomah
- Konstantin VII. Porfirogenet
- Konstantin Edvardovič Ciolkovski, ruski matematik, fizik, letalski in raketni konstruktor
- Konstantin Konstantinovič Rokosovski, poljsko-ruski maršal
- Konstantin Ustinovič Černjenko, sovjetski politik in voditelj
- Konstantin Wurzbach von Tannenberg, avstrijski biografski leksikograf, bibliotekar in pisatelj
- Konstantin II. Grški, zadnji grški kralj

## Zanimivosti
- Po latinskem pridevniku constans je nastal matematični in fizikalni izraz konstánta »stalnica, nespremenljivka«.
- Rimski cesar Konstantin I. Veliki je z milanskim dekretom leta 313 dal svobodo krščanstvu v rimski državi. Za prestolnico rimskega imperija si je izbral Bizanc, ki se je po njem imenovl Konstantinopolis.